# Schoepfia haitiensis
Schoepfia haitiensis är en tvåhjärtbladig växtart som beskrevs av Urb. & Britton. Schoepfia haitiensis ingår i släktet Schoepfia och familjen Schoepfiaceae. Inga underarter finns listade i Catalogue of Life.